# Міуська операція (1943)
Міуська операція — наступальна операція під час німецько-радянської війни, що здійснювалась з 17 липня по 2 серпня радянськими військами Південного фронту (командувач — генерал-полковник Ф. І. Толбухін) у взаємодії з військами Південно-Західного фронту (командувач — генерал армії Р. Я. Малиновський).
Мета операції — скувати, а при можливості розгромити угруповання противника в Донбасі, не допустити перекидання його сил у район Курського виступу, де в той час точилися вирішальні бої.

## Розвиток операції
Головний удар радянські війська Південного фронту завдавали в центрі з району на південний захід від Ровеньок у напрямі на Артемівку, Успенську, Федорівку з метою охоплення з Північно-Таганрозького угруповання ворога, допоміжні удари завдавали на правому і лівому крилах фронту. Головна оборона німецьких військ (11 дивізій) проходила по річці Міус (Міус-фронт).
17 липня радянські війська перейшли в наступ. Противник чинив запеклий опір. Німецьке командування перекинуло з Харківського напряму танковий корпус СС і дивізію.
30 липня німці перейшли у контрнаступ, радянські війська змушені були відійти на вихідний рубіж. Німецьку оборону не було прорвано, але мету Міуської операції значною мірою було досягнуто: німецьке командування не змогло перекинути війська під Курськ, де вирішувалася доля літньо-осінньої кампанії 1943.